# Corpus Gysseling
Het Corpus Gysseling is een verzameling van alle Middelnederlandse (en veel Oudnederlandse) teksten die bewaard gebleven zijn van voor 1301.
De uitgave is in de periode 1977-1987 samengesteld door de Gentse taalkundige Maurits Gysseling.
Het Corpus Gysseling is, met de registers erbij, een reeks boeken van 15 delen. De eerste negen delen bevatten de zogeheten "ambtelijke bescheiden", niet-literaire teksten, de volgende zes delen bevatten literaire teksten. Alle teksten uit het Corpus Gysseling zijn integraal opgenomen op de cd-rom met het Middelnederlandsch Woordenboek.
Het Corpus Gysseling is de basis voor het Vroegmiddelnederlands Woordenboek. Alle in het corpus voorkomende woorden zijn in dit woordenboek beschreven.